# Tổng công ty đường sắt cao tốc đô thị Daegu
Tổng công ty đường sắt cao tốc đô thị Daegu (DTRO) là doanh nghiệp nhà nước điều hành Daegu Metro Tuyến 1 and 2, thành lập vào năm 1995. Đến năm 2008, Nó được gọi là Công ty tàu điện ngầm đô thị Daegu.

## Lịch sử
- 20 tháng 11 năm 1995 thành lập Công ty tàu điện ngầm đô thị Daegu
- 26 tháng 11 năm 1997 mở cửa Tuyến 1 (Jincheon–Jungangno)
- 2 tháng 5 năm 1998 mở cửa Tuyến 1 (Jungangno–Ansim) đầy đủ
- 10 tháng 5 năm 2002 mở cửa Tuyến 1 (Daegok–Jincheon)
- 18 tháng 10 năm 2005 mở cửa Tuyến 2 (Munyang–Sawol) đầy đủ
- 1 tháng 10 năm 2008 đổi tên thành Tổng công ty đường sắt cao tốc đô thị Daegu
- 19 tháng 9 năm 2012 mở cửa Tuyến 2 (Sawol–Đại học Yeungnam)

## Liên kết
- Website chính thức
- Trụ sở xây dựng đường sắt thành phố – Chính quyền thành phố Daegu